# Supercopa de Bielorrusia 2023
La Supercopa de Bielorrusia 2023 fue la 14.ª edición de la Supercopa de Bielorrusia. Se llevó a cabo el 25 de febrero de 2023 entre los campeones de la Liga Premier de Bielorrusia 2022, Shakhtyor Soligorsk, y el ganador de la Copa de Bielorrusia 2021-22, Gomel. El Shakhtyor Soligorsk ganó el partido 1-0 y ganó el trofeo por segunda vez.

## Participantes
|  |  | Shakhtyor Soligorsk |  | Campeón de la Liga Premier de Bielorrusia (2022) |
|  |  | Gomel               |  | Campeón de la Copa de Bielorrusia (2021-22)      |

## Partido
| 25 de febrero de 2023 | Gomel | 0:1 (0:1) | Shakhtyor Soligorsk | Estadio Dinamo-Yuni, Minsk |  |
| 16:00 (UTC+3)         |       | Reporte   | Placca 34'          |                            |  |

| Campeón Supercopa 2023 |
| ---------------------- |
|                        |
| Shakhtyor Soligorsk    |
| 2.do título            |